# Woosukia
Woosukia is een monotypisch mosdiertjesgeslacht uit de  familie van de Lacernidae en de orde Cheilostomatida. De wetenschappelijk naam ervan werd in 2017 gepubliceerd door Min, Seo, Grischenko, Lee & Gordon.

## Soort
- Woosukia subhexagona (Ortmann, 1890)